# Hugues Taraval
Jean-Hugues Taraval (Parigi, 27 febbraio 1729 – Parigi, 19 ottobre 1785) è stato un pittore francese.

## Biografia
Hugues era figlio di Guillaume Taraval (1701-1750), che gli insegnò i rudimenti della pittura. Dal 1732 al 1750 trascorse la giovinezza a Stoccolma dove il padre, primo pittore del re di Svezia, venne chiamato dall'Intendente delle Belle Arti Harlemann e creava decorazioni per i palazzi reali.
Di ritorno a Parigi, diventa allievo di Jean-Baptiste-Marie Pierre presso l'Académie royale de peinture et de sculpture. Taraval vinse il Prix de Rome nel 1756 con Giobbe deriso dalla moglie (esposto al Museo delle Belle Arti di Marsiglia), ed entrò all'École royale des élèves protégés diretta da Charles van Loo (1705-1765), prima di trascorrere un periodo a Roma come collegiale all'Accademia di Francia dal 1759 al 1763. Ammesso all'Académie royale nel 1765, viene accettato nel 1769, con la sua opera di ricevimento, Il trionfo di Bacco, uno degli elementi del soffitto della Galleria d'Apollo al Museo del Louvre.
Pittore decorativo, lavorò al Castello di Bellevue a Meudon (1767), all'École Militaire di Parigi (1773), al Collège de France (1777), al Castello di Marly (1781) ed a quello di Fontainebleau (1781).

## Opere nelle collezioni pubbliche

### Francia
- Châlons-en-Champagne, Museo delle Belle Arti, Ercole bambino che strozza i serpenti, 1767;
- Lilla, Palais des Beaux-Arts, Il sacrificio di Abramo, olio su tela;
- Orléans, Museo delle Belle Arti, Vescovo inginocchiato, 1763, gessetto rosso su carta vergata, 51,5 x 41,5 cm;
- Parigi, Museo Nissim de Camondo, Il sonno (attribuito);
- Parigi, Chiesa dei Santi Giovanni e Francesco, Il sacrificio di Noè

### Grecia
- Atene, Pinacoteca nazionale, La morte di Adone, olio su tela, 228 × 164 cm

### Regno Unito
- Londra, Wallace Collection, Il risveglio di Cupido, 1781, olio su tela, commissionato per la camera della regina al Castello di Marly

### Russia
- Mosca, Museo Puškin, Il bagno di Venere, olio su tela

### Svezia
- Stoccolma, Museo nazionale, Venere e Adone, Salon del 1765, olio su tela

## Galleria d'immagini

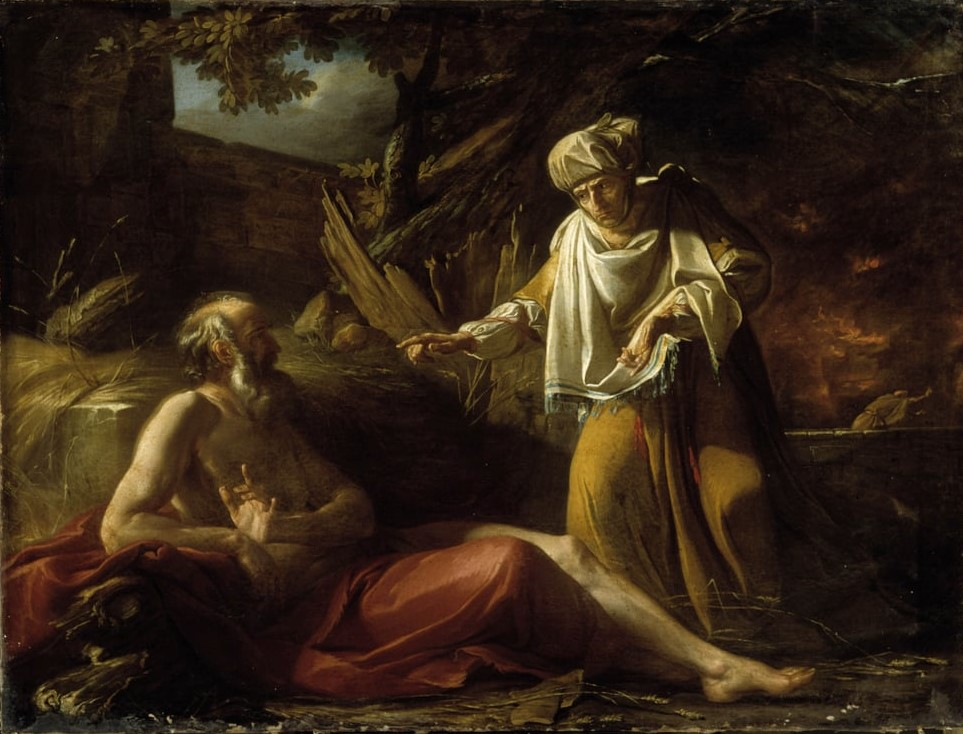
Giobbe deriso dalla moglie, 1756, Marsiglia, Museo di belle arti.
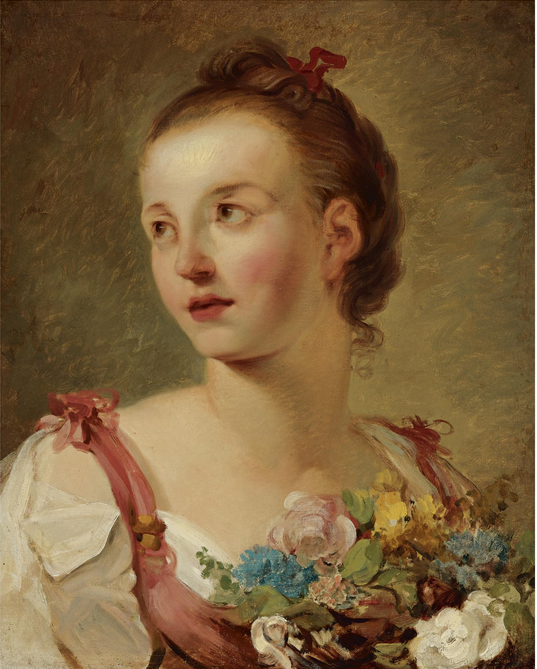
Fanciulla con mazzo di fiori, Collezione privata.
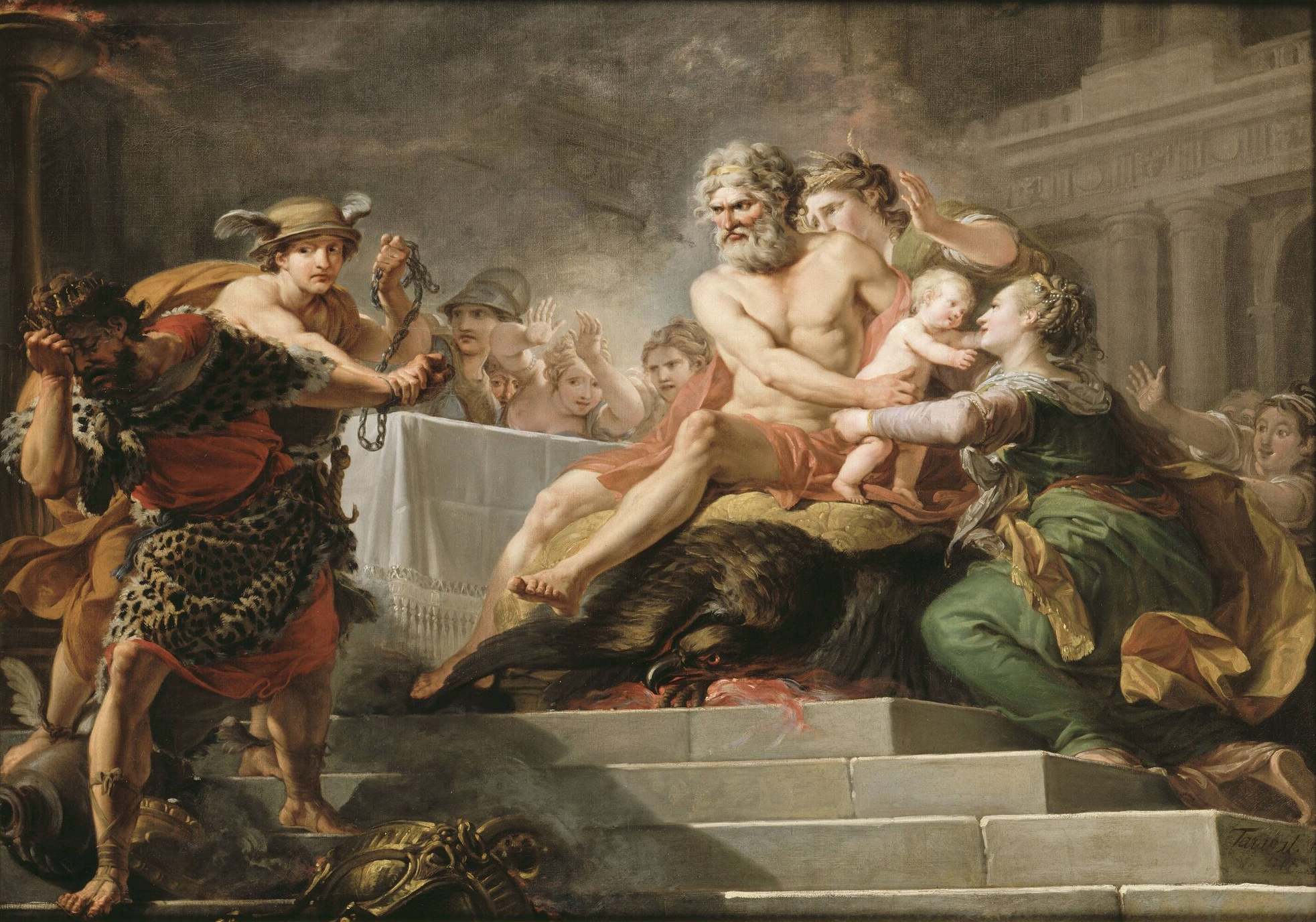
Festa di Tantalo (resurrezione di Pelope).
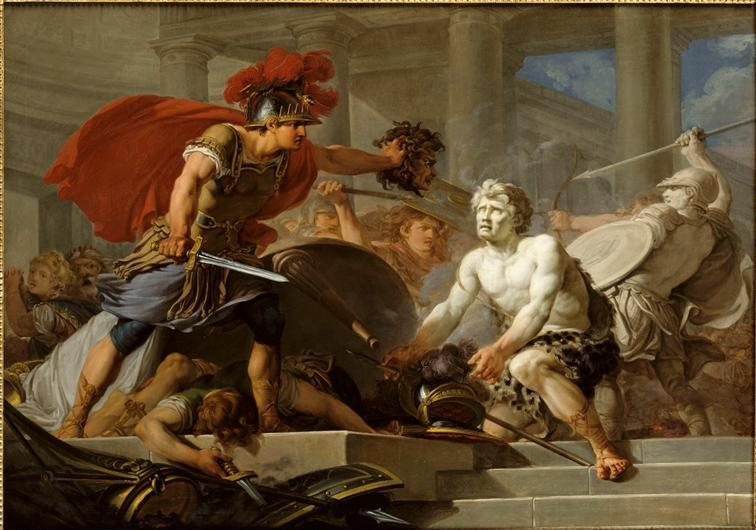
Perseo con la testa di Medusa.
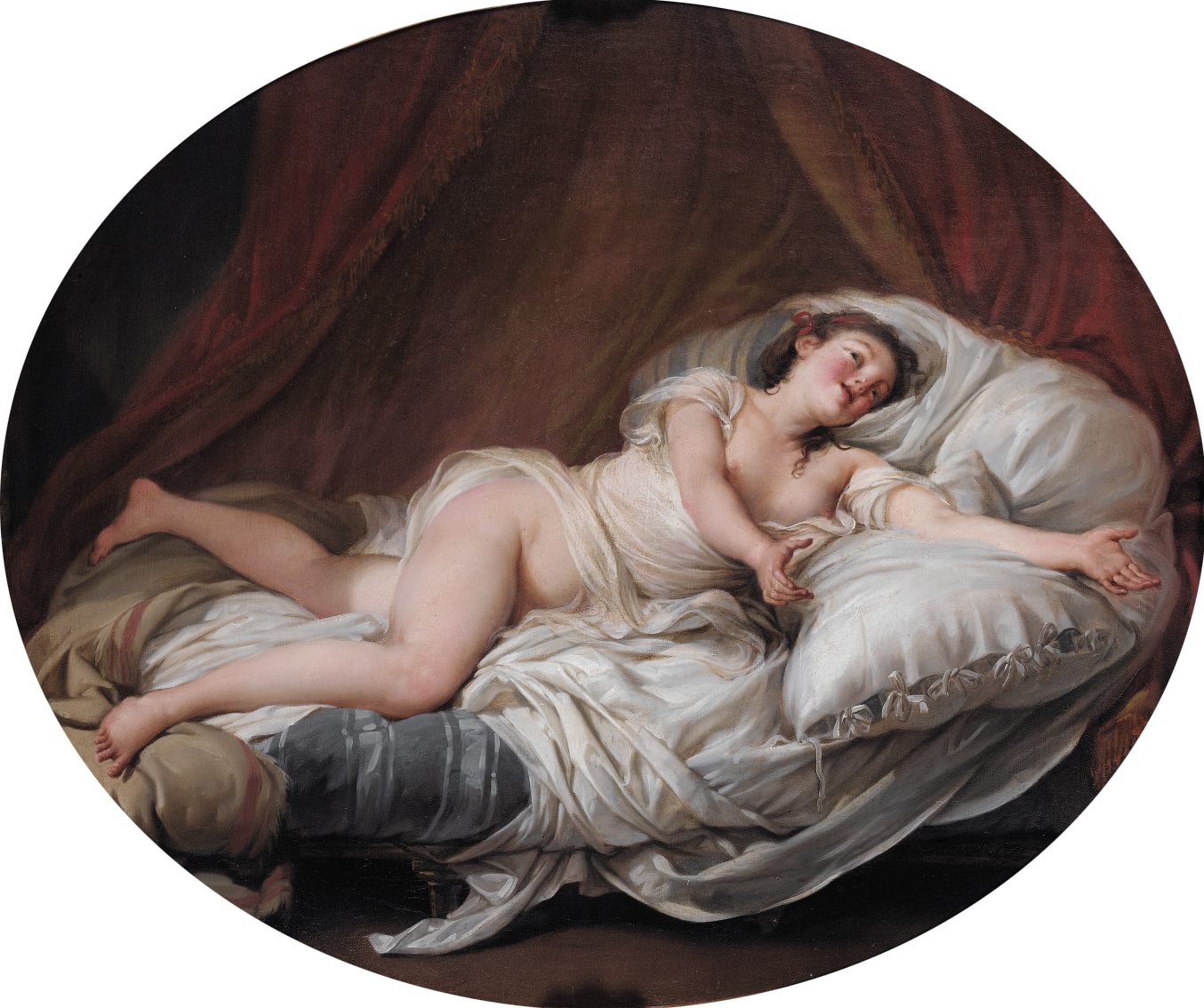
Fanciulla sul letto, 1771, Collezione privata.
Venere e Adone, Stoccolma, Museo nazionale.
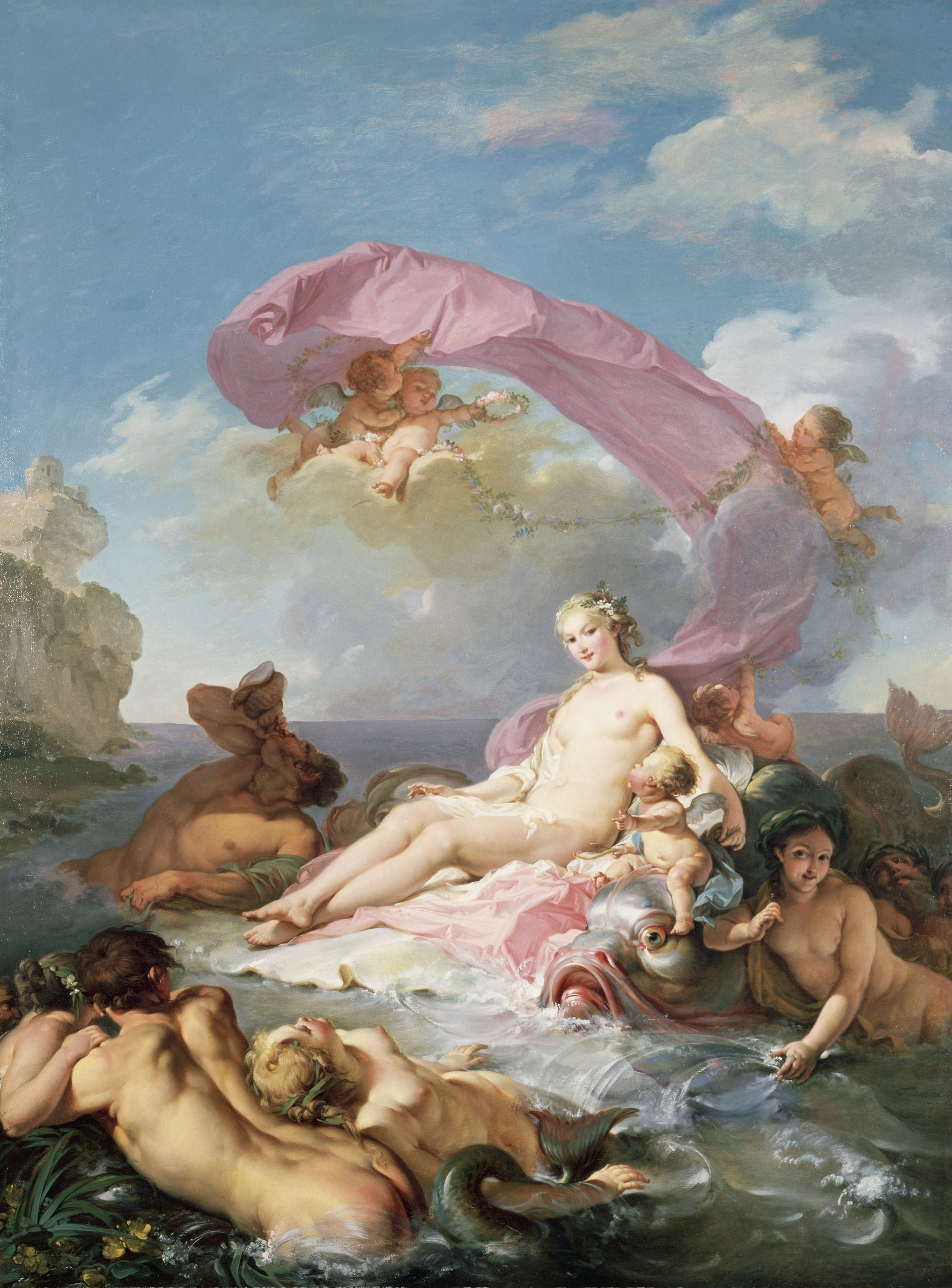
Il trionfo di Anfitrite, Amherst, 1780.
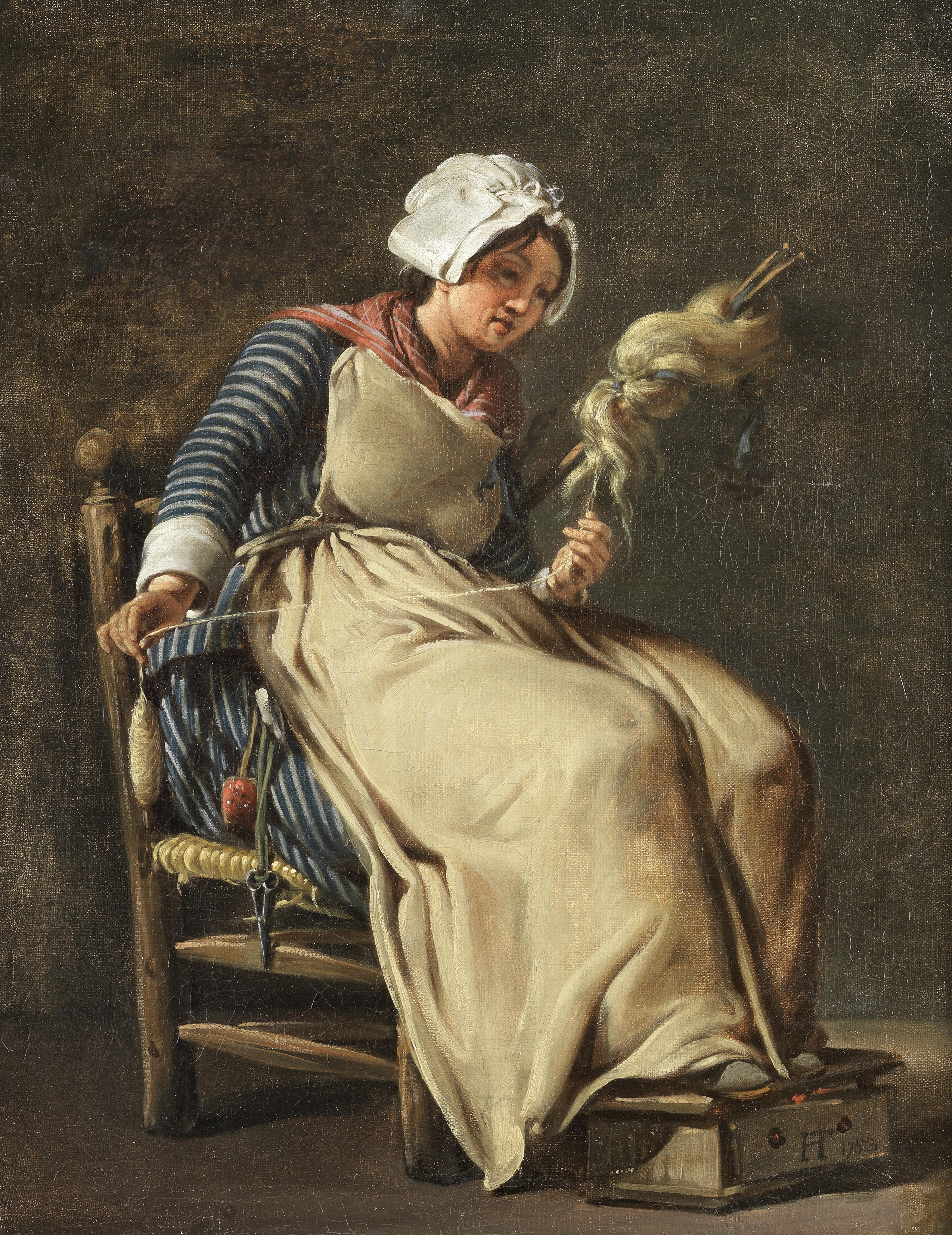
Cameriera in cucina, 1783, Collezione privata.
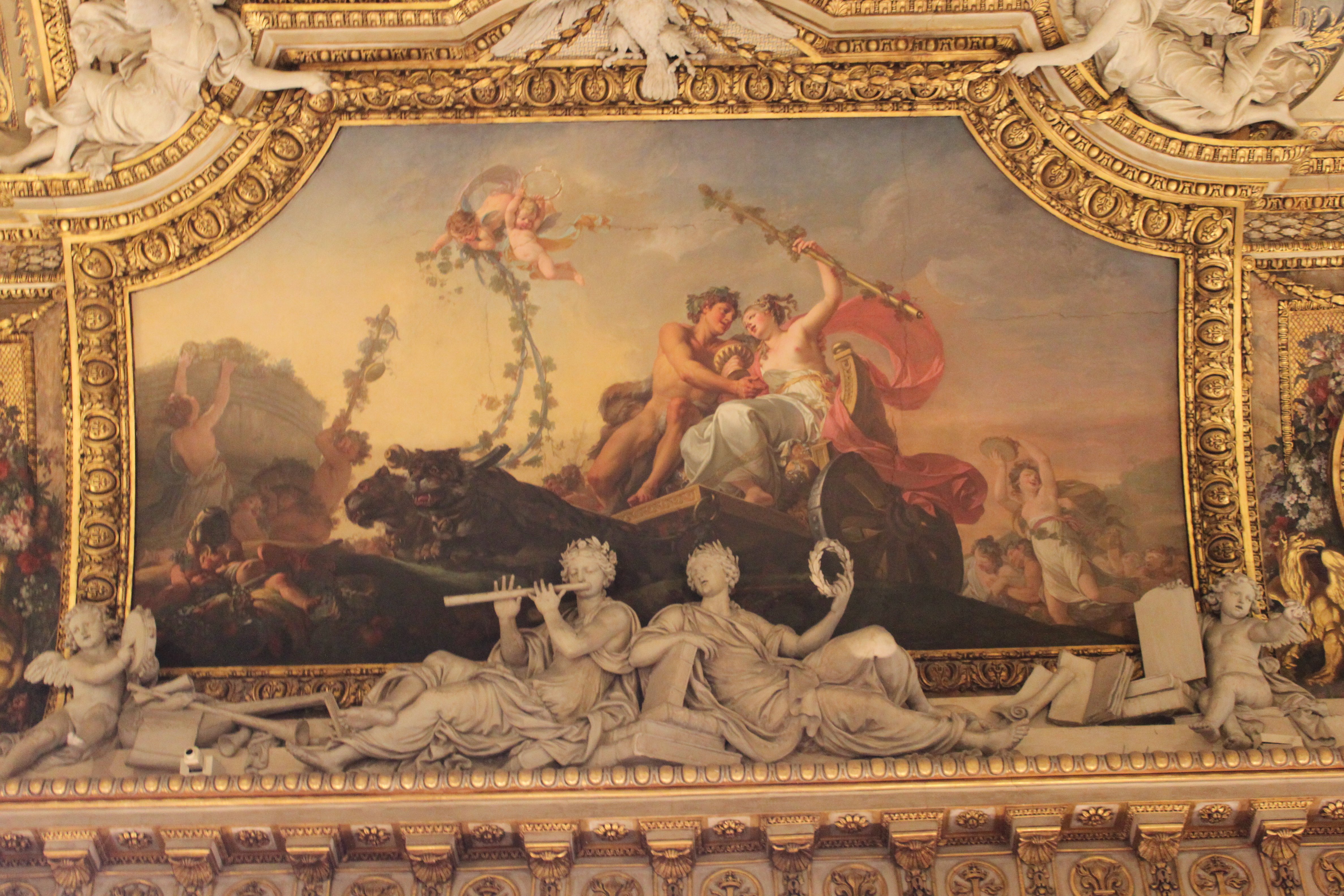
L'Autunno o il Trionfo di Bacco e Arianna, Parigi, Louvre, Galleria d'Apollo.
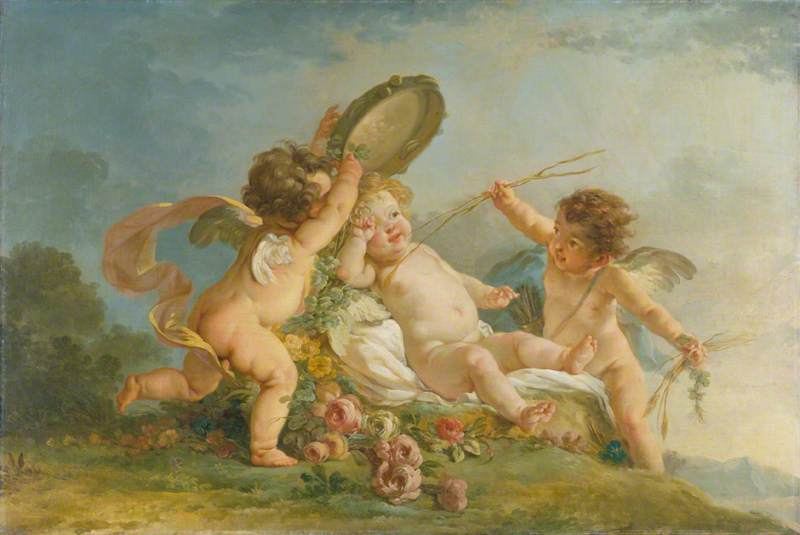
Il risveglio di Cupido, Londra, Wallace Collection.
Ritratto di Bengt Ferrner (1724-1802), Stoccolma, Museo nazionale.